# Vivir Quintana
Vivir Quintana (nacida Viviana Monserrat Quintana Rodríguez; Francisco I. Madero, Coahuila; 1985) es una compositora y cantautora mexicana. Autora de «Canción sin miedo», canción que se ha convertido en un himno del feminismo.

## Biografía
Viviana Montserrat Quintana Rodríguez nació en Francisco I. Madero, Coahuila, en 1985. Sus padres son Gloria Rodríguez, especializada en ciencias sociales y geografía; y Tomás Quintana, profesor de matemáticas. Tiene dos hermanos varones.
Su abuela también cantaba, pero sus padres no la dejaron dedicarse a la música. Vivir estudió pedagogía y música, aunque primero dio clases de español a jóvenes de secundaria por tres años. Mientras daba clases, usaba la música como método pedagógico. Al mismo tiempo, tocaba en bares.
A los 18 años se trasladó a Saltillo, donde ingresó en la Escuela Superior de Música. Más tarde se fue a vivir a la Ciudad de México.

Recientemente la cantautora expresó que:
considera importante que más importante que el  género, es que haya en el gobierno mexicano alguien que genuinamente tenga interés por temas como la violencia de género para, no repetir los patrones del pasado. También agregó su interés por que en México exista educación emocional no solo de conocimientos.

## Carrera en la música
La música de Vivir es una mezcla de música regional con la lírica popular de México, o folk regional. Ha compuesto más de 150 canciones, algunas por encargo. Aunque una peculiaridad es que además de los temas típicos de dichos géneros, como el amor, también toca el tema de los feminicidios, particularmente de aquellos que han quedado impunes. Dentro de este tipo, realizó el proyecto titulado "Rosita Alvirez, maté a Hipólito", que obtuvo el apoyo del Programa de Estímulo a la Creación y Desarrollo Artístico de Coahuila, que es una serie de corridos que hablan de casos en los que las mujeres mataron a sus agresores en defensa propia.
En 2020, por su labor musical fue elegida por Forbes México en la lista 100 Creativos Mexicanos.
En el año 2022 fue anunciada su participación en el soundtrack de la película Black Panther: Wakanda Forever, con la canción «Árboles Bajo el Mar», en la que también colabora Mare Advertencia.

### Canción sin miedo
Vivir Quintana compuso «Canción sin miedo» como un encargo de Mon Laferte, que daría un concierto en el Zócalo de la Ciudad de México el 7 de marzo de 2020, en conmemoración del Día Internacional de la Mujer, en el marco de «Tiempo de Mujeres. Festival por la Igualdad».

Quintana conoció a Mon Laferte en el concierto que dio en el Palacio de los Deportes, durante su gira «Norma», pues invitó a 70 mujeres a participar cantando Cucurrucucú paloma. A partir de esto, Laferte le solicita una canción para ser estrenada en el concierto del Zócalo, dándole poco tiempo para terminarla.
Cuando a mí me habla Mon Laferte, un 25 de febrero, me dijo que iba a cantar en Zócalo el 7 de marzo y que teníamos que visibilizar el feminicidio. Me dice que si me gustaría tocar con ella, pero que tendría que hacer una rola de los feminicidios; le dije que sí y entonces hice 'Canción sin miedo'.
Para realizar la canción, Vivir Quintana revivió el recuerdo de una compañera suya asesinada cuando estudiaba en la universidad. La canción fue concluida el 24 de febrero de 2020. Para la presentación en el zócalo, Mon Laferte invitó al escenario a Vivir Quintana y a un grupo de mujeres que hicieron el coro, denominado El Palomar. Los arreglos vocales fueron realizados por Paz Court.
La canción finaliza con la estrofa "¡Y retiemble en sus centros la tierra al sororo rugir del amor!", que hace alusión al Himno Nacional Mexicano.

Después de la presentación en el zócalo, la canción fue un éxito inmediato, por lo que aparecieron versiones y covers en diferentes partes de Latinoamérica. Al respecto, Vivir Quintana señala:
Yo digo que esta canción ya no es mía, que esta canción es de todas las compañeras que no están y de todas las compañeras que estamos luchando por aquellas que ya no están. Yo quisiera que esta canción ya no se volviera a cantar nunca por lo que significa, cantarla significa que hay un problema. Entonces yo me lleno de alegría cuando escucho que toman la canción en todas partes, pero también me lleno de mucha rabia y de mucha tristeza cuando escucho que cada vez son más nombres, que en cada región son nombres distintos. También escuchar los nombres de los grupos originarios de allá, como acá las comandantas como allá los grupos mapuche, siento mucho abrazo por ustedes, por mis compañeras de allá de Chile.